# Рой, Рок
Рок Рой (словен. Rok Roj; род. 10 августа, 1986 года; Марибор, Югославия) — словенский футболист, защитник.

## Карьера
Рок Рой является воспитанником футбольного клуба «Марибор». Свою профессиональную карьеру, он начал в 2005 году именно в этом клубе. В составе «Марибора» Рок Рой сыграл лишь в трех матчах и не смог забить ни одного гола. В 2007 году он был отдан в качестве аренды «Малечнику». В тои-ж году он перешёл в австрийский клуб «Вольфсберг» и выступал за этот клуб один сезон, где сыграл в двадцати матчах и забил два гола.
В середине 2008 года он вернулся в Словению и подписал контракт с клубом «Шентьюр». В последующие три года, Рок Рой выступал за такие словенские клуб как: «Олимпия Любляна» и «Рудар». В 2011 году, он подписал контракт с голландским клубом «Волендам» и выступал за этот клуб да сезона и за это время сыграл в тридцати шести матчах. В 2013 году он снова вернулся в Словению и пополнил ряды команды «Заврч».
В начале 2014 года, Рок Рой подписал контракт с казахстанским клубом «Тараз» из одноименного города. В составе «Тараза» выступив один сезон, Рой сыграл в двадцати четырёх матчах и забил один гол. В начале 2015 года, Рок Рой переехал в Узбекистан и подписал однолетний контракт с каршинским «Насафом».